# Melanie Zanetti
Melanie Zanetti (Brisbane, 21 marzo 1985) è un'attrice australiana.

## Biografia
Nell'infanzia soffre di dislessia. Lavora come attrice teatrale e nel 2007 ottiene un Bachelor of Arts specializzandosi in Recitazione presso la University of Southern Queensland a Toowoomba.
Tra i suoi lavori principali si ricordano i film Tracks - Attraverso il deserto e La battaglia dei dannati (2013), Matrimonio con sorpresa (2015), The Family Law (2017) e In Like Flynn (2018), e i suoi ruoli ricorrenti nella serie televisiva La biblioteca della magia e nel cartone animato Bluey.
Nel 2019 la regista Tosca Musk la sceglie per interpretare il ruolo di Julia Mitchell nell'adattamento cinematografico del romanzo Gabriel's Inferno.

## Filmografia

### Cinema
- Tracks - Attraverso il deserto (Tracks), regia di John Curran (2013)
- La battaglia dei dannati (Battle of the Damned), regia di Christopher Hatton (2013)
- Talking Back at Thunder, regia di Aaron Davison (2014)
- In Like Flynn, regia di Russell Mulcahy (2018)
- Gabriel's Inferno, regia di Toska Musk (2020)
- Love and Monsters, regia di Michael Matthews (2020)
- Gabriel's Rapture: Part One, regia di Toska Musk (2021)
- Gabriel's Rapture: Part Two, regia di Toska Musk (2022)
- Gabriel's Rapture: Part Three, regia di Toska Musk (2022)
- Raven's Hollow, regia di Christopher Hatton (2022)

### Televisione
- The Strip – serie TV, 1 episodio (2008)
- East of Everything – serie TV, 1 episodio (2009)
- Project Greenlight – serie TV, episodi (2015)
- Matrimonio con sorpresa (The Leisure Class), regia di Jason Mann – film TV (2015)
- The Family Law – serie TV, 1 episodio (2017)
- La biblioteca della magia (The Bureau of Magical Things) – serie TV, 12 episodi (2018)
- Bluey – serie TV, 117 episodi (2018-in corso)
- Tidelands – serie TV, 2 episodi (2018)
- Hot Valley Nights – serie TV (2018)
- The End – serie TV, 3 episodi (2020)

### Cortometraggi
- Fortune Faded, regia di Neil McGregor (2009)
- Ribbon, regia di Joe Mercantonio (2010)
- Mayhem and the Overlord of the Underground, regia di Julie Sam-Yue (2012)
- Battling the Damned (2014)
- Rolling Stoned, regia di Angus Kirby (2015)
- The Alpha, regia di Joshua Atterton-Evans (2015)
- Post Mortem Mary, regia di Joshua Long (2017)
- Mr Brisbane, regia di Tom Slater (2017)
- Creeper, regia di Drew Macdonald (2017)

## Teatrografia
- The Crucible, Queensland Performing Arts Centre (2009)[3]
- The Little Dog Laughed, Queensland Performing Arts Centre (2010)[4]
- Pygmalion, Queensland Performing Arts Centre (2011)[5]
- As You Like It, The Roundhouse Theatre (2012)[6]
- Romeo and Juliet, Queensland Performing Arts Centre (2012)
- Wuthering Heights, Queensland Performing Arts Centre (2014)
- Jasper Jones, Queensland Performing Arts Centre (2019)[7]
- L'Appartement, Cremorne Theatre (2020)[8]